# Fellinger Károly
Fellinger Károly (Pozsony, 1963. november 20.) felvidéki magyar költő, helytörténész.

## Pályafutása
Az általános iskolát szülőfalujában Jókán, középiskolai tanulmányait Galántán a magyar tannyelvű Kodály Zoltán Gimnáziumban végezte, ahol 1979 és 1983 között az iskola lapjának, az Alkotó Ifjúságnak főszerkesztői tisztségét is ellátta. Versei az 1980-as években antológiákban is megjelentek. Első önálló verseskötete az 1991-ben megjelenő Áramszünet, ezt követte az 1996-ban kiadott Csendélet halottakkal. Az Égig érő vadkörtefák (1997) című kötetében Mátyusföld mesekincsét, hiedelemvilágát dolgozta fel prózában és versekben. 1993-tól a Jókai Szó negyedévente megjelenő regionális lap szerkesztője. Helytörténeti írása a Honismereti Kiskönyvtár könyvsorozatban jelent meg 1997-ben Jóka – Nevezetességek címmel. 
A 2004-ben kiadott Fészek az égen című verseskötetét, 2006-ban a Fűhárfa, 2008-ban a Szélkergető, kerek köpeny gyermekversei követték. A 2009-ben megjelenő Hajléktalan búzavirág. Mátyusföldi mondák és hiedelmek kötetében Mátyusföld mese- és hiedelemvilágát jeleníti meg. 2010-ben két gyermekverskötete jelent meg, a Dióbölcső, mákfejcsörgő és a Mákom van. Csomagmegőrző című válogatáskötete 2011-ben jelent meg. Rész és egész című 2013-ban megjelent kötete 2004 és 2012 között írt verseinek válogatása. 2015-ben jelent meg Párizsban első francia nyelvű verseskötete a neves Éditions du Cygne kiadó gondozásában.
2016-ban Különbejárat című kötetéért Madách-nívódíjban részesült. Ugyanebben az évben versei bekerültek a Szlovákiai Magyar Írók Társasága 2016-os antológiájába. 2016-ban megjelent Kéreggyűjtés című kötete, valamint a Fellinger Károly legszebb versei az AB-ART kiadásában, valamint verseinek spanyol és angol fordítása Dios está ausente, illetve Sieve of Light in the Pine Forest címmel Spanyolországban és Kanadában.
2017-ben megjelent A Kincsesláda-The Treasure Chest című mesekönyve kétnyelvű, magyar-angol kiadásban. Ilka vára című mesekönyvéért a Szlovákiai Magyar Írók Társasága neki ítélte a kétévente átadásra kerülő Simkó Tibor-díjat. A kultúra terén kifejtett tevékenységének elismeréseként megkapta Nagyszombat megye elöljárójának emlékérmét. Legújabb verseinek válogatása 2017 szeptemberében jelent meg Köti a sötétséget címmel a Media Nova M kiadónál, második francia nyelvű verseskötetét pedig a párizsi Éditions du Cygne jelentette meg. 2017-ben "Elbocsátó" című verse Pallai Károly Sándor angol fordításában megjelent az Amaravati Poetic Prism nemzetközi költészeti antológiában (India).
Tagja a Szlovákiai Magyar Írók Társaságának (SZMÍT) és a Magyar Írószövetségnek.
Köteteit eddig angol, német, román, szerb, francia, orosz, szlovák és török nyelvre fordították le. Verseivel egyedüli szlovákiai költőként került be a 2015-ös Költészeti Világévkönyvbe.
Versei többek között az Irodalmi Szemle, Kalligram, Prae, Parnasszus, Szépirodalmi Figyelő, Kortárs, Palócföld, Műút, Tiszatáj, Híd, Korunk, Székelyföld, Helikon, Látó, Irodalmi Jelen, Új Szó, KULTER folyóiratokban jelentek meg, külföldön pedig az Empty Mirror és a Setu (Amerikai Egyesült Államok), a Traversées (Belgium), az A New Ulster (Észak-Írország) és az Ygdrasil (Kanada) folyóiratok közölték verseit.

## Elismerései
- 2017: Nagyszombat megye elöljárójának emlékérme a kultúra terén kifejtett tevékenységért
- 2017: Simkó Tibor-díj
- 2016: Madách-nívódíj[9][10][11][12]
- 2014: Forbáth Imre-díj[13]
- 2010, 2011, 2024: Arany Opus-díj[14]

## Művei
- Lélekbogáncs; Vörösmarty Társaság, Székesfehérvár, 2022
- Bóklászó; Lilium Aurum, Dunaszerdahely, 2021
- Barangoló; Lilium Aurum, Dunaszerdahely, 2020
- Zebra az autómosóban; Anser, Hetény, 2020 (Kabóca-könyvek)
- Lófráló; Lilium Aurum, Dunaszerdahely, 2020
- Csatangoló; Lilium Aurum, Dunaszerdahely, 2019
- 2018: Szimering, Kalligram Kiadó, Pozsony, Szlovákia
- 2018: Hullámvasút, Vámbéry Polgári Társulás, Dunaszerdahely, Szlovákia
- 2018: Mindjárt gondoltam, Vámbéry Polgári Társulás,Dunaszerdahely, Szlovákia
- 2017: ΦΩΣ ΣΤΙΣ ΠΕΥΚΟΒΕΛΟΝΕΣ poetry by ΚΑΡΟΛΟΣ ΦΕΛΙΝΓΚΕΡ, OSTRIA, Athén, Görögország
- 2017: À l'affût de Dieu (versek franciául), Éditions du Cygne, Párizs, Franciaország (ford. Pallai Károly Sándor)
- 2017: Köti a sötétséget (versek), Media Nova M., Dunaszerdahely, Szlovákia
- 2017: A Kincsesláda – The Treasure Chest (mesék magyar-angol kiadásban), AB-ART, Pozsony, Szlovákia (ford. Pallai Károly Sándor)
- 2016: Fellinger Károly legszebb versei (versek), Ekecs, Szlovákia
- 2016: Sieve of Light in the Pine Forest (versek angolul), Ekstasis Editions, Victoria (Brit Columbia), Kanada
- 2016: Dios está ausente (versek spanyolul), Luhu Editorial, Alcoy, Spanyolország
- 2016: Ilka vára (mesék), Vámbéry Polgári Társulás, Dunaszerdahely, Szlovákia
- 2016: Kéreggyűjtés (versek), AB-ART, Ekecs, Szlovákia
- 2015: Különbejárat (versek), Media Nova M, Dunaszerdahely, Szlovákia (Madách-nívódíj)
- 2015: Pokora (versek szlovákul), Szlovákiai Magyar Írók Társasága, Dunaszerdahely, Szlovákia
- 2015: Bétonnière ivre (versek franciául), Éditions du Cygne, Párizs, Franciaország (ford. Pallai Károly Sándor)
- 2015: Kincsesláda (mesék), AB-ART, Ekecs, Szlovákia
- 2015: Zavesa iz lucsej szveta (versek oroszul), Vest-Konszalting, Moszkva, Oroszország
- 2015: Tevazu (versek törökül), Siirden Yayincilik, Isztambul, Törökország
- 2014: Din cartea uitarii (versek románul), Tipo Moldova, Iași, Románia
- 2014: Humility (versek angolul), Libros Libertad, Surrey, Kanada
- 2014: Jancsi és Juliska (versek), AB-ART, Ekecs, Szlovákia
- 2014: Csigalépcső (válogatott gyerekversek), AB-ART, Ekecs, Szlovákia
- 2013: Poniznost (versek szerbül), Umetnicka Scena Siveri Janos, Mužlja, Szerbia
- 2013: Demut (versek németül), Windrose, Frauenkirchen, Ausztria
- 2013: Morzsabál (gyerekversek), Lilium Aurum, Dunaszerdahely, Szlovákia
- 2013: Alázat (válogatott versek), AB-ART, Ekecs, Szlovákia
- 2012: Rész és egész (versek), Lilium Aurum, Dunaszerdahely, Szlovákia
- 2011: Mákom van (gyerekversek), Lilium Aurum, Dunaszerdahely, Szlovákia
- 2011: Csomagmegőrző (válogatott versek), Mosonvármegye Könyvkiadó, Mosonmagyaróvár
- 2010: Dióbölcső, mákfejcsörgő (gyerekversek), Lilium Aurum, Dunaszerdahely, Szlovákia
- 2009: Hajléktalan búzavirág (mesék, mondák), Lilium Aurum, Dunaszerdahely, Szlovákia
- 2008: Szélkergető kerek köpeny (gyerekversek), Lilium Aurum, Dunaszerdahely, Szlovákia
- 2006: Fűhárfa (gyerekversek), Lilium Aurum, Dunaszerdahely, Szlovákia
- 2004: Fészek az égen (versek), Lilium Aurum, Dunaszerdahely, Szlovákia
- 1997: Jóka-nevezetességek, Honismereti Kiskönyvtár, Komárom, Szlovákia
- 1997: Égig érő vadkörtefák (mesék és gyerekversek), Lilium Aurum, Dunaszerdahely, Szlovákia
- 1996: Csendélet halottakkal (versek), Lilium Aurum, Dunaszerdahely, Szlovákia
- 1991: Áramszünet (versek), Madách, Pozsony, Szlovákia